# Ephrata (Washington)
Ephrata és una població dels Estats Units i seu del comtat de Grant a l'estat de Washington. Segons el cens del 2000 tenia 6.808 habitants.

## Demografia
Segons el cens del 2000, Ephrata tenia 6.808 habitants, 2.561 habitatges, i 1.776 famílies. La densitat de població era de 263,6 habitants per km².
Dels 2.561 habitatges en un 35,8% hi vivien nens de menys de 18 anys, en un 54,5% hi vivien parelles casades, en un 10,7% dones solteres, i en un 30,7% no eren unitats familiars. En el 27,1% dels habitatges hi vivien persones soles el 13,7% de les quals corresponia a persones de 65 anys o més que vivien soles. El nombre mitjà de persones vivint en cada habitatge era de 2,56 i el nombre mitjà de persones que vivien en cada família era de 3,09.
Per edats la població es repartia de la següent manera: un 28,9% tenia menys de 18 anys, un 8% entre 18 i 24, un 26,9% entre 25 i 44, un 20,1% de 45 a 60 i un 16,1% 65 anys o més.
L'edat mediana era de 36 anys. Per cada 100 dones de 18 o més anys hi havia 94,5 homes.
La renda mediana per habitatge era de 35.060 $ i la renda mediana per família de 43.500 $. Els homes tenien una renda mediana de 38.571 $ mentre que les dones 26.320 $. La renda per capita de la població era de 17.929 $. Aproximadament el 8,7% de les famílies i el 12,9% de la població estaven per davall del llindar de pobresa.

## Poblacions més properes
El següent diagrama mostra les poblacions més properes.